# 柴山延子
柴山 延子（しばやま のぶこ、1973年4月25日 - ）は、日本のフリーアナウンサー、介護福祉士。
2006年末まではセント・フォースに、2007年1月ごろから2010年1月末まではクリエイティブ・メディア・エージェンシー（後のキャスト・プラス）に所属していた。2012年7月からは圭三プロダクションに所属している。

## 来歴
東京都出身。血液型O型。身長172cm。
大学卒業後にトヨタ自動車のイメージレディとなり、同社ショールームでの受付・接客・イベントの司会などに従事。そのうちの一つであるナレーション業務が好きで、それに対して人々からの反響もあったなどの経験がきっかけとなり、TBSニュースバードのキャスターに転身する。
1999年から2009年までニュースバードのキャスターを務め、2002年頃には地上波の『JNNニュースの森』のリポーター（主に関東ローカル）も担当。またあるときは、『TBSラジオニュース』日曜日のキャスターを務めることもあった。2004年11月からは、早朝の『JNNニュースバード』月曜日担当キャスターを務めていた。2007年4月からは、平日朝 - 夕方の計4回放送される帯番組『マーケットナビ』と、早朝の『JNNニュースバード』月曜 - 水曜のメインキャスターを含む深夜・早朝帯のすべてを隔週交互に担当。さらに木曜 - 金曜の夕方・夜の時間帯にも登場することがあった。
その後、2009年いっぱいでニュースバードを卒業することと年明けに結婚することを、自身のブログ（同年12月31日付の記事）とニュースバードの公式サイトで公表。程なくして、当時の所属事務所であるクリエイティブ・メディア・エージェンシーも退所した。結婚後、2011年2月に長女を出産した。
長女を出産後、東日本大震災の被災地で仮設住宅の入居者たちを取材したことを機に元々持っていた福祉への関心が高まり、介護福祉専門学校への入学を決意する。そして同校の実習先となっていた介護老人福祉施設のパート職員となり、後に正職員となった。また、通っていた専門学校からの推薦で大学院にも入り、仕事と子育ての合間を縫って勉学に励んでいる（2018年2月時点）。

## 担当番組
ニュースバード以外での担当番組を列挙する。
- JNNニュースの森（TBS） - リポーター
- JNN報道特別番組（TBS） - リポーター
- BATTLE TALK RADIO アクセス（TBSラジオ、2006年9月18日・19日） - ナビゲーター交代期の代役
- 荒川強啓 デイ・キャッチ! （TBSラジオ） - キャスター
- 木村剛のGOGOトーク! （TBSラジオ、2010年4月11日 - 5月30日）
- 本格闘論FACE （BS11）
- NEWS21 サンデースコープ経済版 → NEWS21 サタデースコープ（BS-TBS、2011年11月[4] - 遅くとも2013年3月[要出典]） - インタビュアー兼ディレクター[4]